# 신민철 (축구 선수)
신민철(2002년 10월 18일 ~ )는 대한민국의 축구 선수로, 포지션은 수비수이다. 현재 K4리그의 FC 충주 소속이다.